# 1964 no teatro

## Nascimentos
| Data          | Nome                | Profissão | Nacionalidade  | Observações | Ref |
| ------------- | ------------------- | --------- | -------------- | ----------- | --- |
| 13 de janeiro | Penelope Ann Miller | atriz     | Estados Unidos |             |     |
| 24 de março   | Annabella Sciorra   | atriz     | Estados Unidos |             |     |

## Mortes
| Data | Nome | Profissão | Nacionalidade | Observações | Ref |
| ---- | ---- | --------- | ------------- | ----------- | --- |